# 嘉義縣鹿草鄉鹿草國民小學
23°24′42″N 120°18′27″E / 23.411774°N 120.307473°E
嘉義縣鹿草鄉鹿草國民小學（簡稱鹿草國小）為位於臺灣嘉義縣鹿草鄉的國民小學，其最初為日治時期1909年創立的鹿仔草公學校，設立至今已超過百年。

## 介紹
鹿草國小最初為1909年4月10日經臺灣總督府許可設立的「鹿仔草公學校」，是由鹿仔草區庄長陳國珍向嘉義廳請願設立，當時借用當地廟宇做臨時教室，在同年11月23日搬到新完工的校舍。1921年4月，學校改稱「鹿草公學校」。1928年4月，設立「後窟分教場」（今後塘國小）。1941年4月1日，學校改制為「鹿草國民學校」，當時地址是臺南州東石郡鹿草庄818番地。
二戰後，學校改為「鹿草鄉第一國民學校」。1946年8月改稱「鹿草國民學校」。1952年8月，設立重寮分校（今重寮國小）。1968年8月，因九年國民教育實施而改名為「鹿草國民小學」。